# František Neumann
František Neumann (16. června 1874 Přerov – 25. února 1929 Brno) byl český dirigent a hudební skladatel.

## Život
Vystudoval obchodní akademii v Chrudimi, pracoval u dopravní firmy v Praze a vyučil se uzenářem u dvorního dodavatele uzenin ve Vídni. Vedle toho studoval soukromě hudbu a začal komponovat. V roce 1892 posoudil jeho skladby Karel Bendl a povzbudil ho k další skladatelské činnosti. Začal sice pracovat jako uzenářský tovaryš u svého otce v Prostějově, ale v roce 1896 odešel na konzervatoř do Lipska, kde studoval u Carla Reinecka a Salomona Jadassohna. Po absolvování konzervatoře se stal korepetitorem divadla v Karlsruhe a v roce 1898 městského divadla v Hamburku. Již o rok později byl prvním kapelníkem v Řezně. Pak vystřídal několik dalších divadel: Linec (1900), Liberec (1901), Teplice (1902) až konečně na delší čas zakotvil ve Frankfurtu nad Mohanem. V roce 1906 mu bylo nabízeno místo dirigenta v pražském Národním divadle, ale k angažování nakonec nedošlo.
Po vzniku Československé republiky přijal nabídku Leoše Janáčka a stal se šéfem opery brněnského Národního divadla. Prakticky z ničeho vybudoval operní soubor, který si záhy získal mezinárodní pozornost. Kromě děl světového repertoáru uvedl v Brně cyklus Smetanových oper, díla Antonína Dvořáka, Zdeňka Fibicha, ale zejména se zasloužil o uvádění děl Leoše Janáčka. Prakticky všechna Janáčkova jevištní díla vzniklá po roce 1918 měla premiéru v Brně pod jeho taktovkou. Uváděl na scénu i opery svých současníků (Otakar Ostrčil, Vítězslav Novák).
V roce 1919 se také stal profesorem dirigování na brněnské konzervatoři, kde vychoval řadu vynikajících dirigentů (Zdeněk Chalabala, Břetislav Bakala). Byl předsedou Klubu moravských skladatelů a v roce 1925 byl jmenován ředitelem brněnského Národního divadla.
Zemřel roku 1929 v Brně a byl pohřben na Městském hřbitově v Prostějově.

## Dílo

### Opery
- Macecha, zpěvohra o dvou jednáních (1891, neprovedeno)
- Z dob růžového jitra, dramatický pokus na slova Julia Zeyera (1892, neprovedeno)
- Idalka, opera v jednom dějství, premiéra 5. listopadu 1895 Berlín
- Peri, opera o dvou dějstvích, premiéra 1896 Lipsko
- Assarpai (Assarpaï), opera o čtyřech dějstvích na libreto Richarda von Hartwiga podle Ernsta von Wildenbrucha, premiéra 17. dubna 1898 Brunšvik
- Leyer und Schwert (Lyra a meč, 1901)
- Námluvy aneb Markýz (Die Brautwerbung oder Der Marquis), lyricko-komická opera o dvou dějstvích na libreto L. Pohla, premiéra 19. ledna 1901 Linec
- Milkování (Liebelei), opera o třech jednáních na libreto Arthura Schnitzlera, premiéra 18. září 1910 Frankfurt nad Mohanem
- Ekvinokce (Herbststurm), opera ve čtyřech jednáních na libreto Idy Steinschneiderové podle Iva Vojnoviče, premiéra 9. dubna 1919 Berlín-Charlottenburg
- Beatrice Caracci, opera o třech jednáních na libreto Ludwiga Huny, premiéra 29. dubna 1922 Brno

### Další větší díla
- Gänseliesel (pohádková scéna)
- V sladké pasti (balet, 1895)
- Pierrot (balet)
- Bouře (kantáta, 1903)
- Heimgefunden (kantáta, 1907)
- Pan (melodram, 1922)
- Potopený zvon (orchestrální suita)
- Moravská rapsodie pro orchestr
- Mše, moteta a další chrámové skladby

Komponoval rovněž písně, sbory, orchestrální pochody a tance i drobnější komorní skladby.